# Lygodium circinnatum
Lygodium circinnatum är en ormbunkeart som först beskrevs av Nicolaas Laurens Burman, och fick sitt nu gällande namn av Olof Peter Swartz. Lygodium circinnatum ingår i släktet Lygodium och familjen Lygodiaceae. Inga underarter finns listade.